# 영천 오회공 종택
영천 오회공 종택(永川 五懷公 宗宅)은 대한민국 경상북도 영천시 자양면 성곡리에 있는 조선시대의 종택이다. 1975년 8월 18일 경상북도의 유형문화재 제72호로 지정되었다.

## 개요
임진왜란 때 의병으로 활약하여 영천·경주 전투에서 큰 공을 세운 정수번의 셋째아들인 호신이 결혼하여 살던 집이다.
조선 광해군 12년(1620)경에 지었으며, 효종 6년(1655)에는 사당을 세웠다. 1977년 영천댐 건설공사로 인해 지금의 위치로 옮겨졌다.
앞면 5칸·옆면 1칸 규모로, 지붕 옆면이 여덟 팔(八)자 모양인 팔작지붕집이다. 사당은 앞면 3칸·옆면 1칸 규모이며，지붕 옆면이 사람 인(人)자 모양인 맞배지붕집이다.

## 참고 자료
- 영천 오회공 종택 - 국가유산청 국가유산포털